# Вінтоняк Олена Василівна
Олена Василівна Вінтоняк (нар. 29 березня 1979, м. Коломия, Івано-Франківська область) — український юрисконсульт, політик. Народний депутат України 9-го скликання.

## Життєпис
Закінчила юридичний факультет Прикарпатського національного університету імені Василя Стефаника.
Вінтоняк є учасницею громадської організації «Громадський актив Івано-Франківська».
Вона була представником передвиборчого штабу кандидата на пост Президента України Володимира Зеленського на виборах 2019 року у Івано-Франківську.
Кандидат у народні депутати від партії «Слуга народу» на парламентських виборах 2019 року, № 117 у списку. На час виборів: юрисконсульт ФОП «Мулик Роман Миронович», член партії «Слуга народу». Проживає в м. Івано-Франківську.
Член Комітету Верховної Ради України з питань інтеграції України з Європейським Союзом, голова підкомітету з питань регіонального та транскордонного співробітництва між Україною та країнами-членами ЄС.
Голова Івано-Франківської обласної організації партії «Слуга народу».